# Rocinela tuberculosa
Rocinela tuberculosa là một loài chân đều trong họ Aegidae. Loài này được Richardson miêu tả khoa học năm 1898.